# Esteve Caseponce
Esteve Caseponce (Ceret, Vallespir 1850 - 1932), o millor Casaponça, fou un escriptor i folklorista nord-català. Va prendre els hàbits de sacerdot i fou alhora professor de liceu a Perpinyà i rector de parròquia a Arles (Vallespir). El 1895 havia publicat una pàgina en català al setmanari La Croix des Pyrénées Orientales, que es titulava Una llesca de pa de casa.
El 1906 va prendre part en el Primer Congrés Internacional de la Llengua Catalana on evocà les "Diferencies més notables que hi ha entre'l català parlat a Barcelona y'l català parlat en el Russilló y especialment en el Vallespir". Durant la Primera Guerra Mundial fou el principal dirigent d'un comitè barceloní d'ajuda als aliats i de reclutament de Voluntaris Catalans en la Primera Guerra Mundial.
El 1908 es jubilà i partí a Barcelona, on va viure fins al 1923.

## Rondalles del Vallespir
Conscient que els costums de la seva comarca es trobaven en via de desaparèixer, 
Mossèn Esteve Caseponce va recollir mostres de la literatura oral del Vallespir, posant per escrit per primera vegada els contes populars de la comarca.
Aquests es varen publicar el 1907 inicialment sota el títol Contes vallespirencs del temps de les encantades, que posteriorment es varen reeditar en un volum intitulat Rondalles del Vallespir.
Entre les rondalles incloses en la recopilació d'Esteve Caseponce destaquen "Na Lionor", "El Castell i la Serp", "Els dos bessons", "La font de la salimandra", "L'oferta per als difunts" i "L'estovalla de les encantades"

## Dita
Mossèn Esteve Caseponce, amb la seva prosa sorgida del món rural va ser un dels principals contribuents a la dignificació literària del català al Rosselló. Tasca ben difícil, car la francesització del Rosselló era, i encara és, molt més inexorable i forta que la presència cultural d'Espanya al Principat.
La nostra llengua es refugiava a la ruralia.

## Obres
- Contes del temps de les encantades, 1907
- Ensaig, poema presentat als Jocs Florals de Barcelona de 1930
- Faules, adaptació lliure de les que va escriure Jean de La Fontaine, 1927
- Rondalles del Vallespir, Publicacions de l'Abadia de Montserrat. Reed. 1993
- Rondalles, Editorial Balmes, 1953 Quarta Edició